# Nolvenn Le Caër
Nolvenn Le Caër (23 de febrero de 1978) es una deportista francesa que compitió en ciclismo de montaña en la disciplina de descenso. Ganó dos medallas en el Campeonato Mundial de Ciclismo de Montaña, plata en 1998 y bronce en 2003, y cuatro medallas en el Campeonato Europeo de Ciclismo de Montaña entre los años 1996 y 2003.

## Palmarés internacional
| Campeonato Mundial | Campeonato Mundial          | Campeonato Mundial | Campeonato Mundial |
| Año                | Lugar                       | Medalla            | Competición        |
| ------------------ | --------------------------- | ------------------ | ------------------ |
| 1998               | Mont-Sainte-Anne (Canadá)   | Medalla de plata   | Descenso           |
| 2003               | Lugano (Suiza)              | Medalla de bronce  | Descenso           |
| Campeonato Europeo |                             |                    |                    |
| Año                | Lugar                       | Medalla            | Competición        |
| 1996               | Bassano del Grappa (Italia) | Medalla de plata   | Descenso           |
| 1997               | Métabief (Francia)          | Medalla de plata   | Descenso           |
| 2000               | Vars (Francia)              | Medalla de plata   | Dual               |
| 2003               | Graz (Austria)              | Medalla de bronce  | Descenso           |